# Amanti (dialogo)
Amanti (in greco Ἐρασταὶ, o anche Ἀντερασταὶ, Rivali in amore) è un dialogo di Platone al giorno d'oggi ritenuto non autentico da gran parte degli studiosi, nel quale viene sviluppata un'indagine sullo statuto della filosofia. Discutendo con due interlocutori anonimi incontrati nel ginnasio del maestro Dionisio, Socrate giunge ad affermare che la filosofia ha un'enorme importanza nell'esercizio di quella che è l'arte più nobile per un ateniese dell'epoca, cioè la politica – argomento che viene approfondito in altri dialoghi platonici, e principalmente nella Repubblica.

## Contenuto
Entrato alla scuola di Dionisio, Socrate trova due ragazzi che litigano. Prova così a chiederne il motivo all'uomo che gli siede accanto, amante (erastēs) di uno dei due, il quale risponde che stanno cianciando di astronomia e filosofia, cose tutt'altro che belle. A queste parole interviene però un altro dei presenti, suo rivale in amore, che lo apostrofa accusandolo di saper solo mangiare e dormire (132a-c). Da questo scontro ha inizio il dialogo.
Dei due rivali, il primo è versato in ginnastica, il secondo in musica. Socrate domanda a quest'ultimo se ritiene la pratica filosofica una cosa buona, e questi risponde citando Solone e affermando che la filosofia è erudizione (133c). Socrate allora decide di chiamare in causa anche l'altro, e concordano che per avere un corpo in salute sono necessari esercizi, cibi in una certa quantità misurata, che non sia né eccessivamente grande né eccessivamente piccola. Questa cosa vale anche per l'anima, ma a chi ci si deve rivolgere per le questioni che la riguardano? Entrambi gli interlocutori si trovano in difficoltà, e Socrate domanda loro quali siano i concetti che il filosofo deve apprendere. L'esperto di musica risponde che sono le cognizioni più alte e migliori, e che, in quanto più colto, egli è in grado di comprendere i discorsi di qualsiasi tecnico o artigiano. Il filosofo è dunque simile a un pentatleta, che è più debole di un corridore nella corsa, ma nella stessa disciplina è comunque più veloce di un lottatore: una persona che è in grado di occuparsi di più cose, senza soffermarsi su una sola per trascurare tutte le altre (136a-b).
Socrate lo incalza: i filosofi sono buoni, e ciò che è buono è anche utile. Ma qual è l'utilità del filosofo per la società? Questi viene paragonato a un medico, a un timoniere e a un allevatore di animali: tutti esperti in grado di guidare e migliorare ciò che viene loro affidato. Anche per quanto riguarda gli uomini, l'arte di correggere gli altri si chiama Giustizia (dikaiosynē), quella di conoscere se stessi (secondo la massima delfica) e gli altri si chiama Saggezza (sōphrosynē). Anche la politica, per amministrare rettamente una città, dovrà guardare a queste arti: compito del filosofo è dunque quello di seguire l'operato di giudici e sovrani e consigliarli, intervenendo secondo il bene e il meglio (138e). Egli non assomiglia affatto dal pentatleta, poiché non deve occupare il secondo ma il primo posto, e la filosofia non ha nulla a che vedere con la sterile erudizione.